# Say It Ain't So (album)
 (novembre 2015).
Pour les articles homonymes, voir Say It Ain't So (homonymie).
Albums de Murray Head
Nigel Lived
(1972) Between Us
(1979)
Singles
1. Say It Ain't So, Joe
2. Boy on the Bridge
3. Boats Away
4. When I'm Yours
5. Someone's Rocking My Dreamboat
6. She's Such a Drag
7. Never Even Thought
8. Silence Is a Strong Reply
9. Don't Forget Him Now
10. You're So Tasty

Say It Ain't So est le deuxième album de Murray Head, paru en 1976 chez A&M. Il a été produit par Paul Samwell-Smith, ancien bassiste des Yardbirds et producteur de chanteurs folk tels Cat Stevens. La pochette a été réalisée par Gered Mankovitz.

## Historique
L'explication concernant la chanson-titre de l'album, Say It Ain't So, Joe, qui raconterait l'histoire du joueur de baseball Joe Jackson, ainsi que d'autres joueurs de l'équipe des White Sox de Chicago, à la suite d'un scandale de parties truquées en 1919, a été démentie par Murray Head. Le sujet de la chanson est de dénoncer l'attitude des Américains qui, malgré le scandale du Watergate, continuaient de voter pour Nixon. Cette chanson a été reprise par le chanteur des Who, Roger Daltrey, sur son album One of the Boys de 1977. Les Hollies ont aussi repris cette pièce sur leur album de 1979, Five Three One - Double Seven O Four. Sur ce même album, le groupe reprenait aussi la chanson When I'm Yours. Enfin, Cliff Richard reprend Never Even Thought sur son album Green Light paru en 1978.
On retrouve sur cet album plusieurs musiciens connus, dont Bob Weston à la guitare qui joua avec Fleetwood Mac en 1973 — on le vit aussi aux côtés de Sandy Denny et il jouera à nouveau avec Murray Head sur son album Between Us en 1979. Certains musiciens de Cat Stevens sont aussi de la partie, dont les guitaristes Alun Davies et Jim Cregan ainsi que le batteur Gerry Conway. L'ancien pianiste et organiste de Yes, Tony Kaye, apparaît sur la chanson Someone's Rocking My Dreamboat. Parmi les choristes, on retrouve le frère de Murray, Anthony Stewart Head, ainsi que Liza Strike, célèbre pour avoir participé à l'album The Dark Side of the Moon de Pink Floyd en 1973. Vicky Brown a aussi été choriste pour Pink Floyd en tournée ; il a également collaboré avec David Gilmour et Roger Waters en solo.

## Liste des chansons
Toutes les chansons sont de Murray Head, sauf indication contraire.
1. Say It Ain't So, Joe
2. Boy on the Bridge
3. Boats Away
4. When I'm Yours
5. Someone's Rocking My Dreamboat (Leon René, Otis René, Emerson Scott)
6. She's Such a Drag
7. Never Even Thought
8. Silence Is a Strong Reply (Murray Head, Bob Weston)
9. Don't Forget Him Now
10. You're So Tasty

## Musiciens
- Murray Head : Chant, guitare, piano Fender Rhodes
- Bob Weston : Guitare acoustique, Guitare électrique et slide guitar, chœurs
- Alun Davies : Guitares, chœurs
- Jim Cregan : Guitare
- Mickey Finn : Guitare rythmique
- Graham Preskett : Mandoline
- Nicky South : Basse
- Bruce Lynch : Contrebasse, basse
- Arthur Watts : Contrebasse
- Brian Brocklehurst : Basse acoustique
- Billy Day : Orgue
- Ann O'Dell : Arrangements des cordes, piano, Synthétiseur ARP
- Charles Jankle : Piano électrique Wurlitzer
- Brian Johnston : Piano Fender Rhodes
- Tony Kaye : Piano acoustique sur  Someone's Rocking My Dreamboat
- P.J. Crotty : Pipeau
- Gerry Conway : Batterie
- Simon Phillips : Batterie
- Pete Thompson : Batterie
- Morris Pert : Log Drums
- Glen Lefleur : Batterie, percussions
- Brother James : Congas, percussions
- Chili Charles : Percussions
- The Tropic Isles : Steel Band
- Anthony Stewart Head : Chœurs
- Sue Lynch : Chœurs
- Pam Keevil : Chœurs
- Vicky Brown : Chœurs
- Liza Strike : Chœurs
- John Altman : Clarinette
- Anthony Healey : Trombone
- Noel Harris : Trompette

## Production
- Martin Evans : ingénierie du son, mixage
- Robin Black : ingénierie du son, mixage
- Mike Bobak : mixage
- Paul Samwell Smith : production
- Gered Mankovitz : photographies de la pochette